# Gávea Pequena

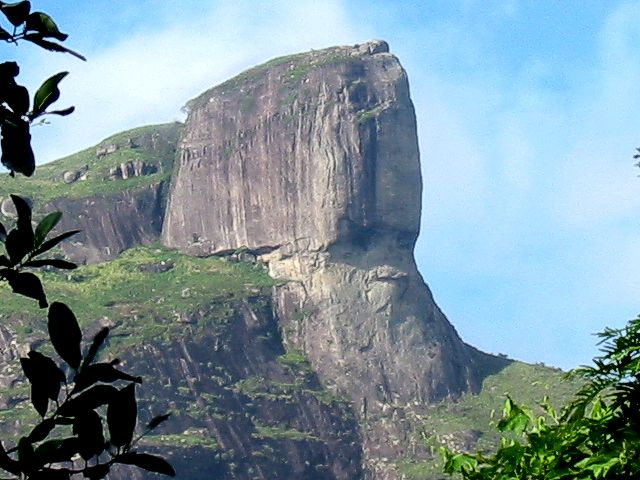
La Pedra da Gávea, junto al barrio homónimo, que debe su nombre a su cercanía con la mole de 842 m, aunque ésta se localiza en São Conrado, barrio creado con posterioridad. Se llama así por tener en su cima una formación rocosa semejante a la gávea (en español, gavia) de los navíos.

La Casa da Gávea Pequena es la residencia oficial del prefecto de la ciudad de Río de Janeiro, en Brasil. Se sitúa en el barrio Alto da Boa Vista, en la carretera de la Gávea Pequena.

## Historia
El 21 de noviembre de 1855 se firmó una escritura de compraventa, realizada por el famoso marino Thomas Cochrane a nombre de su esposa, la española Catherine Celia Barnes, como Chácara da Tijuca. Más tarde fue conocida por el nombre de Castelo, para después recibir el nombre de Parque. Fue restaurada por la esposa del gobernador Francisco das Chagas Freitas, Zoé Noronha Chagas Freitas, que posteriormente fue presidente del Departamento General del Patrimonio Cultural del Ayuntamiento de la Ciudad de Río de Janeiro, actual Instituto Río Patrimonio de la Humanidad (IRPH).
Aunque la historia de la Gávea Pequena se inició bastante antes, a principios del siglo XIX, cuando el francés Louis François Lecesne compró tierras allí y comenzó a plantar café. Tras eso, las tierras fueron desglosándose y tuvieron otros propietarios y, en 1916, parte de ellas fueron vendidas al municipio del Estado de la Guanabara por cuarenta millones de reales. El plan era transformar el lugar en una colonia vacacional para la práctica de deportes. Sin embargo, se edificó una casa de descanso para alcaldes y presidentes, como Washington Luís, que vivió en ella. En la década de 1930, en plena plaga de hormigas, la finca se convirtió en sede del nuevo Servicio de Extinción de Hormigas. Allá por las décadas de 1940 y 1950, con la mejora de las comunicaciones, se construyó una nueva carretera y al albur del nuevo acceso, se construyeron chácaras de élite que dieron al barrio un aroma de reducto de fin de semana del poder. En la década de 1960, Harry Stone, el "embajador" de Hollywood en Brasil que hacía lobby para el cine estadounidense promoviendo selectos preestrenos para políticos y personas influyentes. Uno de las direcciones preferidas para esas sesiones era justamente la Gávea Pequena, en la época habitada por Negrão de Lima, gobernador del Estado de la Guanabara. Veinte años antes, Getúlio Vargas ya ocupaba lo casa para encuentros con políticos y amigos íntimos, como la vedette Virgínia Lane.
La casa, de estilo romántico, tiene decoración austera, siendo el máximo objeto de valor un cuadro de Di Cavalcanti de 1961 que decora la sala principal, una sala para cenas para dieciséis personas, acompañada de piano marca Pleyel. Hasta las habitaciones (ocho) son sobrias. La casa tiene sala de cine, sala de estar con chimenea, sala de juegos y sauna. La construcción está cercada por jardines de Roberto Burle Marx, tiene piscina, pista de tenis, campo de fútbol, casa en el árbol para los niños, cascada, capilla, huerta y una inmensa colección de patos, marrecos brasileños, gallináceas exóticas, conejos y pavos reales. La propiedad incluye 131 000 m² de Mata Atlântica. El lugar es bastante boscoso y posee muchos animales salvajes como por ejemplo titís, zarigüeyas o armadillos.

## Anécdotas
Hechos curiosos que acontecieron en la Gávea Pequena: en 1978, el presidente estadounidense Jimmy Carter visitó la casa; en 1981, se recuperó allí de un infarto el presidente brasileño João Figueiredo; en 1988, el alcalde de la ciudad de Río de Janeiro, Saturnino Braga, se paseaba por allí en un escarabajo, después de haber decretado la quiebra de la ciudad; en 1992, el político Mário Juruna apareció inesperadamente y permaneció diez días en la casa; en 1995, el tenor Luciano Pavarotti participó de una cena y, para frustración de los invitados, no cantó ni una sola palabra.
Después de que se volviera residencia oficial del prefecto de Río de Janeiro (tras el fin del régimen militar en 1985), el único alcalde que no vivió en la Gávea Pequena fue Luiz Paulo Conde.